# Swayzak
Swayzak is een Brits danceproject dat deephouse en electro maakt. Aanvankelijk bestond het uit David Brown en James S. Taylor. Sinds 2012 is het echter een soloproject van Brown. De naam wordt uitgesproken als "związek" en is de Poolse vertaling van "unie".

## Geschiedenis
Brown en Taylor, die elkaar bij een werkgever leren kennen, beginnen met het samen maken van muziek in 1994. Maar na drie jaar experimenteren haalt een vriend ze over om hun probeersels ook echt uit te brengen. Daarvoor richten ze Swayzak Records op, waar in 1997 de single Bueno/Fukumachi verschijnt. Die doet het tegen verwachting in goed bij de dj's. Na nog enkele singles krijgen ze een contract bij Pagan Records, waar in 1998 het album Snowboarding In Argentina verschijnt. Het album wordt goed ontvangen en wordt door het Amerikaanse tijdschrift Mixer tot beste album van het jaar uitgeroepen. Ouder materiaal van het duo wordt beschikbaar gemaakt met de twee Snooploops and Sneakbeats verzamelalbums die worden uitgebracht. Veel Voor Himawari (2000) wordt de lat hoger gelegd en laat het duo een snelle groei zien. Op het album staan ook vocale bijdragen van Benjamin Zephaniah en Kirsty Hawkshaw. Het duo weet daarna een plek te vinden bij het prestigieuze Duitse Studio !K7 label. Daar verschijnt in 2002 het album Dirty Dancing. Op het album wordt een stap richting electro gemaakt. Ook spelen vocalen een nog grotere rol in de muziek. De groei van hun bekendheid zorgt ervoor dat door de club Fabric worden gevraagd het elfde deel van hun cd-serie mogen mixen. Remixes worden door de jaren heen gemaakt voor Larry Heard, Slam en FC Kahuna. Op Loops From The Bergerie (2004) wordt weer terug gegrepen naar de vroegere sound. Het album is geïnspireerd door de nieuwe woonomgeving van Taylor, die is verhuisd naar Frankrijk. Rondom het duo is een vaste groep muzikanten verzameld. Richard Davis fungeert van hen als vocalist van Swayzak. Remixes van het duo en andere rariteiten worden beschikbaar gemaakt met Route de La Slack. Het album Some Other Country (2007) keert nog verder terug naar de sound van de late jaren negentig. Maar combineert dat met flirts met minimal techno.
In 2012 verlaat Taylor Swayzak, naar eigen zeggen zonder ruzie. Brown blijft de naam behouden en brengt daarna vooral singles en ep's uit. Hij maakt ook het zijproject s_w_z_k, dat in 2012 een titelloos album uitbrengt op Tresor. Taylor wordt solo actief onder de naam Lugano Fell.

## Discografie

### Albums
- Snowboarding In Argentina (1998)
- Himawari (2000)
- Dirty Dancing (2002)
- Loops From The Bergerie (2004)
- Some Other Country (2007)

### Compilaties
- Snooploops and Sneakbeats Volume 1 (1999)
- Snooploops and Sneakbeats Volume 1 (2000)
- Groovetechnology, Vol. 1.3 (2001)
- Fabric 11 (2003)
- Route de La Slack (2006)
- Avantgarde // Swayzak Presents Serieculture (2006)